# Antonio Tomás
Antonio Tomás é uma junta de governo da província de Entre Ríos, na Argentina.